# 六氟磷酸钴
六氟磷酸钴是一种无机化合物，化学式为Co(PF6)2。它可由碳酸钴六水合物和六氟磷酸反应得到，或由氯化钴六水合物和六氟磷酸银在无水乙醇中反应得到，后者反应可从溶液中析出七水合物。它可以和有机配体反应，形成配合物。

## 延伸阅读
- Kummer, S.; Babel, D. . Zeitschrift für Naturforschung B. 1984, 39 (8): 1118–1122. ISSN 1865-7117. doi:10.1515/znb-1984-0823.